# Frauen-Rugby-Union-Afrikameisterschaft 2022
Die Frauen-Rugby-Union-Afrikameisterschaft 2022 war die zweite Austragung der Rugby-Union-Afrikameisterschaft. Sie begann am 15. Juni 2022. Die 12 teilnehmenden Mannschaften wurden in vier Gruppen zu drei Teams eingeteilt. Die vier Sieger zogen in die zweite Runde ein, die seit Oktober 2022 ausgetragen wird.
Titelverteidiger war die südafrikanische Frauen-Rugby-Union-Nationalmannschaft.

## Gruppenphase

### Gruppe A
|    | Land      | Spiele | Siege | Unent. | Ndlg. | Spiel- punkte | Diff. | Bonus- punkte | Punkte |
| -- | --------- | ------ | ----- | ------ | ----- | ------------- | ----- | ------------- | ------ |
| 1. | Südafrika | 2      | 2     | 0      | 0     | 236:3         | +233  | 2             | 10     |
| 2. | Simbabwe  | 2      | 1     | 0      | 1     | 72:108        | −36   | 1             | 5      |
| 3. | Namibia   | 2      | 0     | 0      | 2     | 3:200         | −197  | 0             | 0      |

| 15. Juni 2022 | Südafrika | 108:0 | Simbabwe | City Park, Kapstadt |
| 15. Juni 2022 |           |       |          | City Park, Kapstadt |

| 19. Juni 2022 | Simbabwe | 72:0 | Namibia | City Park, Kapstadt |
| 19. Juni 2022 |          |      |         | City Park, Kapstadt |

| 23. Juni 2022 | Südafrika | 128:3 | Namibia | City Park, Kapstadt |
| 23. Juni 2022 |           |       |         | City Park, Kapstadt |

### Gruppe B
|    | Land   | Spiele | Siege | Unent. | Ndlg. | Spiel- punkte | Diff. | Bonus- punkte | Punkte |
| -- | ------ | ------ | ----- | ------ | ----- | ------------- | ----- | ------------- | ------ |
| 1. | Kenia  | 2      | 2     | 0      | 0     | 59:20         | +39   | 1             | 9      |
| 2. | Uganda | 2      | 1     | 0      | 1     | 39:40         | −1    | 0             | 4      |
| 3. | Sambia | 2      | 0     | 0      | 2     | 34:72         | −38   | 0             | 0      |

| 25. Oktober 2022 | Uganda | 36:17 | Sambia | Mutesa II Stadium, Kampala |
| 25. Oktober 2022 |        |       |        | Mutesa II Stadium, Kampala |

| 29. Oktober 2022 | Sambia | 17:36 | Kenia | Mutesa II Stadium, Kampala |
| 29. Oktober 2022 |        |       |       | Mutesa II Stadium, Kampala |

| 2. November 2022 | Uganda | 3:23 | Kenia | Mutesa II Stadium, Kampala |
| 2. November 2022 |        |      |       | Mutesa II Stadium, Kampala |

### Gruppe C
|    | Land       | Spiele | Siege | Unent. | Ndlg. | Spiel- punkte | Diff. | Bonus- punkte | Punkte |
| -- | ---------- | ------ | ----- | ------ | ----- | ------------- | ----- | ------------- | ------ |
| 1. | Madagaskar | 2      | 2     | 0      | 0     | 61:30         | +31   | 2             | 10     |
| 2. | Tunesien   | 2      | 1     | 0      | 1     | 29:34         | −5    | 1             | 5      |
| 3. | Senegal    | 2      | 0     | 0      | 2     | 32:58         | −26   | 1             | 1      |

| 14. Oktober 2022 | Tunesien | 24:7 | Senegal | Stade El Menzah, Tunis |
| 14. Oktober 2022 |          |      |         | Stade El Menzah, Tunis |

| 18. Oktober 2022 | Madagaskar | 34:25 | Senegal | Stade El Menzah, Tunis |
| 18. Oktober 2022 |            |       |         | Stade El Menzah, Tunis |

| 22. Oktober 2022 | Tunesien | 5:27 | Madagaskar | Stade El Menzah, Tunis |
| 22. Oktober 2022 |          |      |            | Stade El Menzah, Tunis |

### Gruppe D
|    | Land           | Spiele | Siege | Unent. | Ndlg. | Spiel- punkte | Diff. | Bonus- punkte | Punkte |
| -- | -------------- | ------ | ----- | ------ | ----- | ------------- | ----- | ------------- | ------ |
| 1. | Kamerun        | 2      | 2     | 0      | 0     | 60:0          | +60   | 1             | 9      |
| 2. | Elfenbeinküste | 2      | 1     | 0      | 1     | 5=.18         | +32   | 1             | 5      |
| 3. | Burkina Faso   | 2      | 0     | 0      | 2     | 10:102        | −92   | 0             | 0      |

| 4. November 2022 | Kamerun | 8:0 | Elfenbeinküste | Stade Paul Biya, Yaoundé |
| 4. November 2022 |         |     |                | Stade Paul Biya, Yaoundé |

| 8. November 2022 | Elfenbeinküste | 50:10 | Burkina Faso | Stade Paul Biya, Yaoundé |
| 8. November 2022 |                |       |              | Stade Paul Biya, Yaoundé |

| 12. November 2022 | Kamerun | 52:0 | Burkina Faso | Stade Paul Biya, Yaoundé |
| 12. November 2022 |         |      |              | Stade Paul Biya, Yaoundé |